# Alfonso Barasoain
Alfonso Barasoain Carrillero (Munguía, Vizcaya, 28 de enero de 1958-25 de mayo de 2021) fue un futbolista y entrenador de fútbol español.

## Trayectoria como entrenador
Fue entrenador de la Sociedad Deportiva Gernika Club, Sociedad Deportiva Amorebieta, Amurrio Club de Fútbol, Barakaldo Club de Fútbol, SD Eibar, Palamós CF, Gimnástica Segoviana CF, CD Eldense y Sociedad Deportiva Amorebieta.
En 2011 consiguió el ascenso con el Amorebieta a 2ª División B. Firmó ese mismo año con el Sestao River Club también de 2ª B y dimitió una semana antes del comienzo de la liga.
En diciembre de 2011 se convirtió en nuevo entrenador de la SD Lemona tras la dimisión del hasta entonces entrenador, Javier González Etxebarria al frente del Lemona tras sumar diez partidos sin victorias (tres empates y siete derrotas, penúltima posición en la tabla de Grupo 2 de Segunda B).
Falleció a los 63 años.